# Rejon ałtajski (Kraj Ałtajski)
Rejon ałtajski (ros. Алтайский район) – rejon na terenie wchodzącego w skład Rosji syberyjskiego Kraju Ałtajskiego
Rejon leży w południowo-wschodniej części Kraju Ałtajskiego i ma powierzchnię 3,4 tys. km². Na jego obszarze żyje ok. 26,9 tys. osób; całość populacji stanowi ludność wiejska, gdyż w skład tej jednostki podziału terytorialnego nie wchodzi żadne miasto. Ludność rejonu zamieszkuje w 15 wsiach i osadach.
Ośrodkiem administracyjnym rejonu jest  wieś Ałtajskoje.
Rejon został utworzony w 1925 r.